# 자오정융

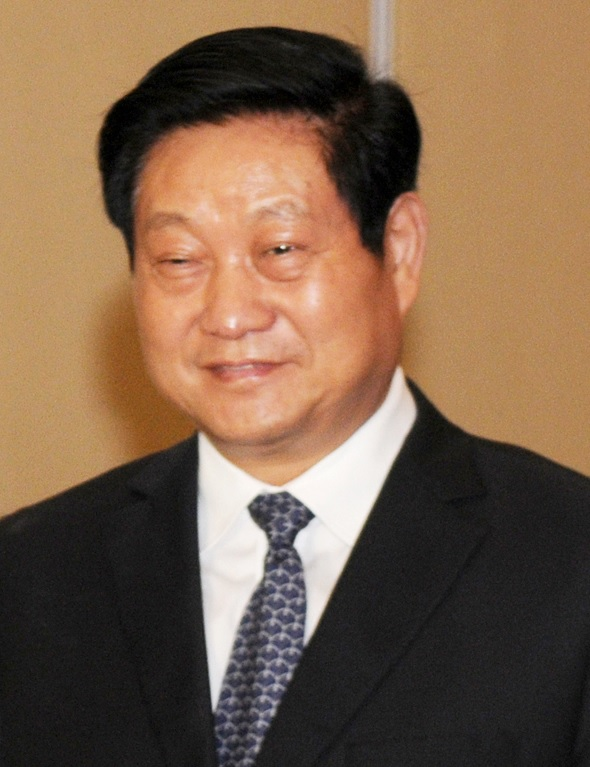

자오정융(중국어 간체자: 赵正永, 1951년 3월 ~ )은 중화인민공화국의 전 정치인이다.

## 생애
안후이성 마안산시에서 태어났다. 1968년 11월에 중학교를 졸업하였고 1970년에 마안산강철공사에 들어가 건축부에서 일했으며 1974년 중난대학 야금연구소 금속물리학과에서 공부했다. 졸업 후 마안산강철공사에 돌아와 철강연구소 물리연구소 간부와 강철연구소 공청단 서기, 공사 공청단 부서기 등을 역임했다.
1982년 공청단 마안산 시위원회 서기를 지냈고 1983년 중국공산당 마안산 시위원회 상무위원과 공청단 마안산 시위원회 서기를 역임했다. 1992년 중국공산당 안후이성 황산시 시위원회 부서기를 거쳐 1993년 중국공산당 황산시 시위원회 서기를 지냈고 1998년에 안후이성 공안청 청장과 당위원회 서기가 되었다. 2000년 중국공산당 안후이성 정법위 서기와 안후이성 공안청 청장, 당위원회 서기 등을 역임했다.
2001년 자오정융은 안후이성을 떠나 중국공산당 산시성 성위원회 상무위원과 성 정법위 서기가 되었고 2005년 산시성 부성장 겸 당조부서기를 지냈다. 2010년 산시성 성장 대리로 임명되었고 2011년 1월 산시성 제11기 인민대표대회 제4차 회의에서 산시성 성장이 되었다. 2012년 11월 중국공산당 18기 전국인민대표대회에서 중앙위원 겸 산시성 공산당 위원회 서기로 선출되었다.
2019년 1월, 자오정융은 중국공산당 중앙기율검사위원회에 의해서 비리 혐의로 조사를 받았다. 중국공산당 중앙기율검사위원회는 자오정융이 보시라이, 구카이라이, 위안춘칭, 리위안차오, 후춘화 등과 밀착된 이권 개입 정황과 비리 혐의로 자오를 조사하였다. 같은 해 5월, 중국공산당 중앙기율검사위원회는 자오의 전인대 회원 자격 등을 박탈하였다.